# しらかば温泉湯
しらかば温泉湯（しらかばおんせんゆ）は、北海道苫小牧市にあった日帰り入浴施設。
パチンコ店施設の2階にあった。

## 沿革
- 2005年11月開業。
- 2015年開業10周年を迎える。
- 2016年4月大幅リニューアルを行う。
- 2022年9月25日閉店。[5]

## 施設
お風呂
- 和風露天風呂 樽前の湯・洋風露天風呂 ウトナイの湯・檜風呂・のぞみ湯・ジャグジーバス・寝湯・主浴槽・座り湯・露天足湯・ドライサウナ・ミストサウナ・水風呂

館内
- あかすり　いやし処（毎週　木曜日定休日）、ボディケア　ほぐし処（毎週　木曜日定休日）、食事処しらかば亭